# Okres Vasvár

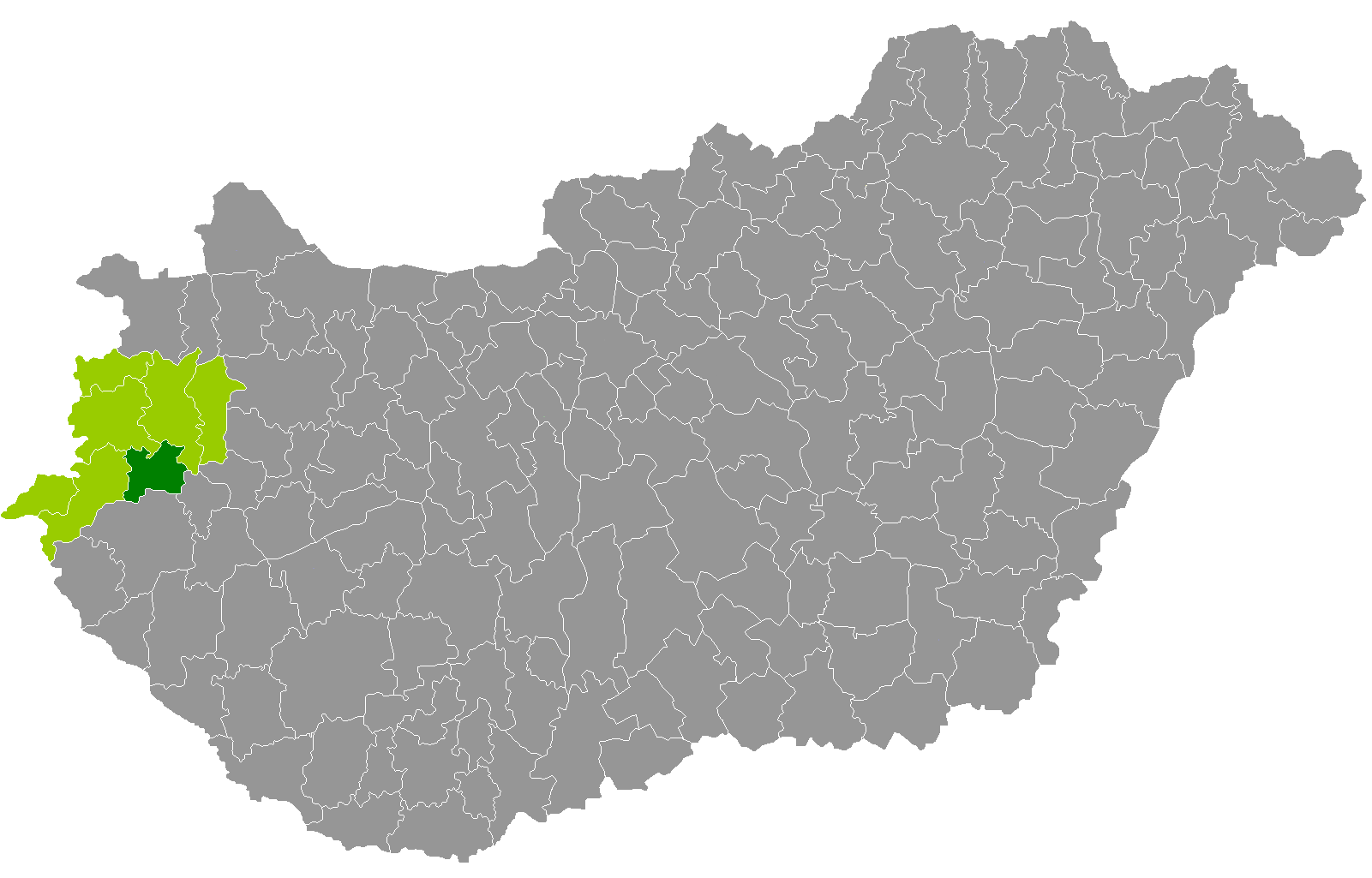
Okres Vasvár

Okres Vasvár (maďarsky Vasvári járás) je okres v Maďarsku v župě Vas. Jeho správním centrem je město Vasvár.

## Sídla
V okrese je jedno město a 22 vesnic.
| - Alsóújlak - Andrásfa - Bérbaltavár - Csehi - Csehimindszent - Csipkerek - Egervölgy - Gersekarát - Győrvár - Hegyhátszentpéter - Kám - Mikosszéplak | - Nagytilaj - Olaszfa - Oszkó - Pácsony - Petőmihályfa - Püspökmolnári - Rábahídvég - Sárfimizdó - Szemenye - Telekes - Vasvár |